# 亚欧东路街道
亚欧东路街道，是中华人民共和国新疆维吾尔自治区伊犁哈萨克自治州霍尔果斯市下辖的一个街道办事处。
2014年，伊犁哈萨克自治州人民政府批复同意设立亚欧东路街道办事处。

## 行政区划
亚欧东路街道下辖以下地区：
索伦社区、克可达拉社区和红桥社区。